# Reggie White
Reggie White, właśc. Reginald Howard White (19 grudnia 1961 w Chattanoodze, Tennessee, zm. 26 grudnia 2004 w Cornelius, Karolina Północna) – amerykański sportowiec, zawodnik futbolu amerykańskiego.
Był czołowym obrońcą zarówno w rozgrywkach uniwersyteckich, jak i zawodowych. Reprezentował barwy University of Tennessee, następnie w lidze USFL klub Memphis Showboats. Od 1985 występował w lidze zawodowej NFL, kolejno w zespołach Philadelphia Eagles (1985-1992), Green Bay Packers (1993–1998), Carolina Panthers (1999–2000). Dwukrotnie został uznany za najlepszego obrońcę NFL (1987, 1998), w 1997 zdobył z zespołem Green Bay Packers mistrzostwo ligi (Super Bowl).
Dwukrotnie kończył karierę sportową; w 1998 postanowił odejść z zawodowego sportu, jednak zmienił decyzję i podpisał kontrakt z zespołem Carolina Panthers. Po nieudanym sezonie ostatecznie zakończył karierę w 2000. Występował jako kaznodzieja ewangelicki, współfinansował odbudowę spalonej świątyni w Knoxville (Tennessee). Zmarł nagle, prawdopodobnie na atak serca.